# J. Hans D. Jensen

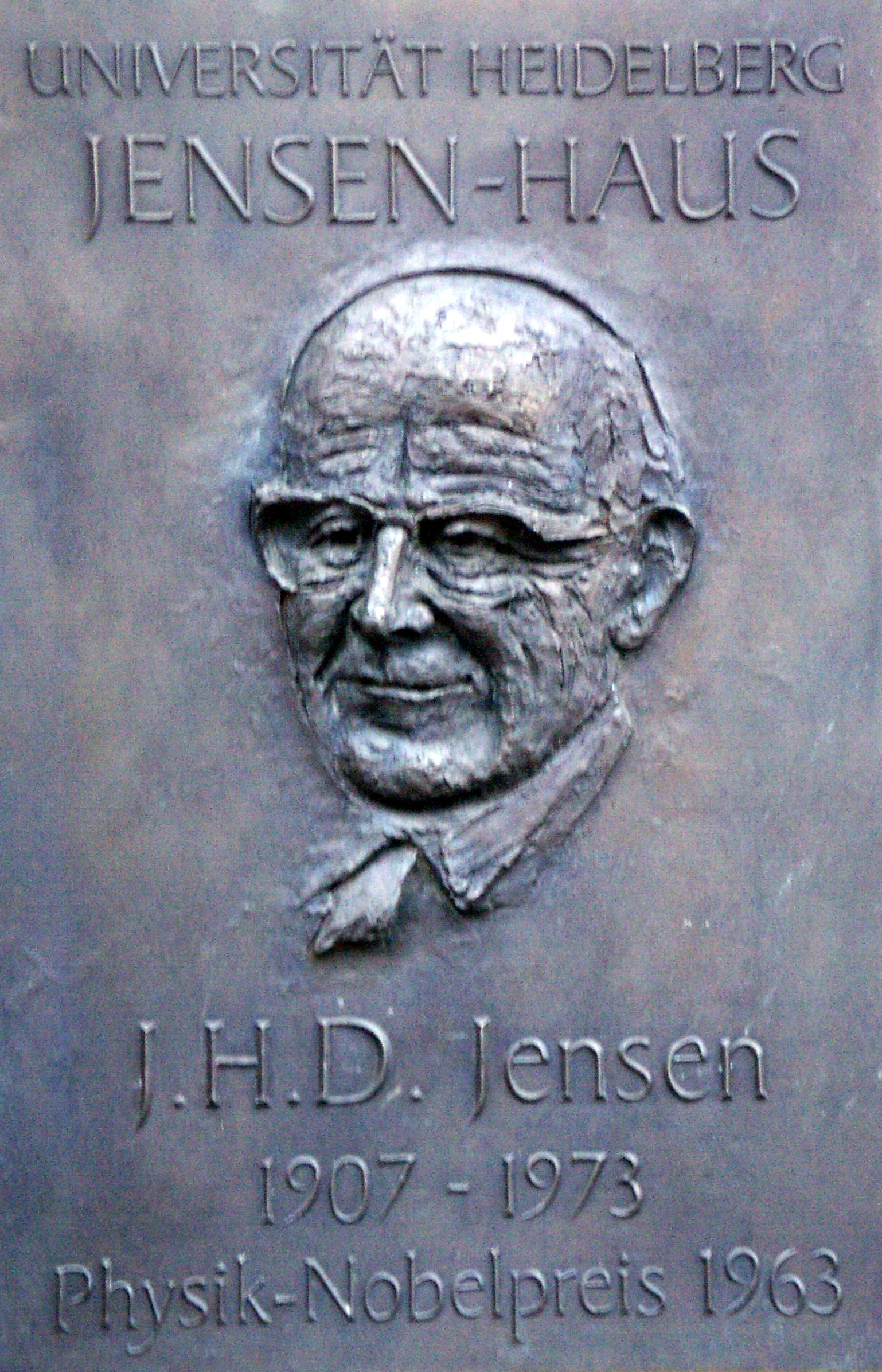
Tablica pamiątkowa w Instytucie Fizyki Teoretycznej Uniwersytetu w Heidelbergu

Johannes Hans Daniel Jensen (ur. 25 czerwca 1907 w Hamburgu, zm. 11 lutego 1973 w Heidelbergu) – niemiecki fizyk, noblista.

## Życiorys
Urodził się w prostej rodzinie jako trzecie dziecko ogrodnika Karla Friedricha Jensena i Heleny Augusty Adolphiny (z domu Ohm). Od roku 1926 studiował fizykę, matematykę, chemię fizyczną i filozofię na Uniwersytecie w Hamburgu i Uniwersytecie Albrechta i Ludwika we Fryburgu. Po doktoracie z fizyki został asystentem na hamburskim uniwersytecie; tam też się habilitował w roku 1936. W 1941 został profesorem na Uniwersytecie w Hanowerze, a w 1949 na Uniwersytecie Ruprechta i Karola w Heidelbergu, gdzie pozostał do emerytury w 1969. Wykładał gościnnie na wielu amerykańskich uczelniach, między innymi na Uniwersytecie Princeton i Uniwersytecie Kalifornijskim w Berkeley. Wraz z Otto Haxelem był od 1955 roku wydawcą czasopisma Zeitschrift für Physik.
Pierwsze badania Hansa Jensena dotyczyły fizyki statystycznej i modelu Thomasa-Fermiego powłoki atomu. W końcu lat 30. XX wieku rozpoczął prace nad fizyką jądra atomowego. W 1939 na podstawie eksperymentów przedstawił zarys „modelu sfer”, jednak bez opracowania niezbędnego aparatu matematycznego. Dopiero w 1948 udało mu się, przy założeniu związku między spinem a orbitalem, wyjaśnić wartości liczb magicznych, których znaczenie dla stabilności jądra atomowego było już od dłuższego czasu znane. Wykazał tym samym przewagę swej teorii nad modelem kroplowym (Bohra).
Podobne rezultaty uzyskała w tym samym czasie w Stanach Zjednoczonych Maria Göppert-Mayer. Współpraca pomiędzy obojgiem uczonych doprowadziła do całkowitego zrozumienia właściwości lekkich jąder atomowych, a efekty ich prac opisano w opublikowanej wspólnie w roku 1955 książce Elementary Theory of Nuclear Shell Structure.
W roku 1963 Jensen i Göppert-Mayer otrzymali, razem z Eugenem Wignerem, Nagrodę Nobla w dziedzinie fizyki.